# イオン東根店
イオン東根店（イオンひがしねてん）は、山形県東根市にあるイオン東北運営のショッピングセンター (SC) である。

## 解説
人口の増加が続いていた東根市がさらなる人口の増加を狙って市中心部の一本木地区で事業を進めていた、一本木土地区画整理事業における中核的商業施設として整備された。
SC開業にあたり、ジャスコは既設のジャスコ東根店（1980年〔昭和55年〕9月13日開業）を閉店し、1999年（平成11年）3月24日にジャスコ新東根ショッピングセンターにおける核店舗としてジャスコ新東根店を開業した。のちに店名をイオン東根店に改称している。

## フロアとテナント

### フロア概要
核店舗のイオン東根店と約38の専門店で構成される。
| 階  | フロア概要                       |
| --- | -------------------------------- |
| R階 | 屋上駐車場                       |
| 2階 | 直営売場・専門店街               |
| 1階 | 直営売場・専門店街・フードコート |

### 主なテナント
1階
- マクドナルド（ファストフード）
- ケンタッキーフライドチキン（ファストフード）
- サイゼリヤ（レストラン）
- サーティワンアイスクリーム（アイス）
- ハニーズ（婦人服）
- CURRENT（メンズ・レディス）
- チャンスセンター（宝くじ）

2階
- マックハウス（ジーンズ）
- グリーンボックス（靴）
- ニトリ（家具）
- セリア（100円ショップ）
- バンダレコード（CD・DVD）
- モーリーファンタジー（アミューズメント）

テナント情報は2023年7月時点。出店テナント全店の一覧詳細情報は公式サイト「専門店」「フロアガイド」を、営業時間およびATMを設置している金融機関の詳細は公式サイト「営業時間」を参照。

## アクセス

### 鉄道
- JR東日本・奥羽本線 さくらんぼ東根駅から徒歩で約9分、神町駅から徒歩で約26分

### 自動車
- 東北中央自動車道 東根IC、東根北ICから約11分

### 駐車場
当店の駐車場は1,200台収容可能である。
| 施設駐車場 | 駐車台数 | 駐車可能時間 | 備考          |
| ---------- | -------- | ------------ | ------------- |
| 北側駐車場 | 180      | 7:00 - 22:00 |               |
| 南側駐車場 | 458      | 7:00 - 22:00 |               |
| 西側駐車場 | 72       | 7:00 - 22:00 |               |
| 屋上駐車場 | 490      | 7:00 - 21:00 | 高さ制限2.3 m |